# 上阿萊格雷 (羅賴馬州)
02°59′16″N 61°18′16″W / 2.98778°N 61.30444°W

上阿萊格雷（葡萄牙語：Alto Alegre），是巴西的城鎮，位於該國北部，由羅賴馬州負責管轄，始建於1982年6月1日，面積25,567平方公里，海拔高度72米，2013年人口16,428，人口密度每平方公里0.64人。